# Nicolas Ravot d'Ombreval
Nicolas Jean-Baptiste Ravot d'Ombreval, seigneur d'Ombreval et de la Guérinière, né le 28 septembre 1680 à Paris et décédé le 18 octobre 1729 était un magistrat et administrateur français, lieutenant général de police de Paris de 1724 à 1725.

## Biographie
Né à Paris, il est le fils de Jean-Baptiste Ravot d'Ombreval, mort en 1689 et inhumé dans l'église Saint-André-des-Arts à Paris, membre du parlement de Paris, et de Geneviève Berthelot de Pléneuf, morte en 1706, issue d'une riche famille influente de financiers (voir Jeanne Agnès Berthelot de Pléneuf). Avocat général à la cour des aides de Paris, il occupe également les fonctions de maître des requêtes. Le 28 janvier 1724, il est nommé lieutenant général de police de Paris.
En poste, à la suite de la banqueroute de Law, il participe à la mise en place de l'édit royal du 24 septembre 1724 instituant la Bourse de Paris. Il remet au goût du jour les anciens décrets du prévôt de Paris contre la prostitution. Il est le premier à réguler l'activité des fiacres par l'ordonnance du 24 mais 1725.
Il quitte la lieutenance générale de police le 28 août 1725. Il est alors nommé intendant de la généralité de Tours, en remplacement de René Hérault, qui lui succède à Paris. Il est destitué de son poste d'intendant le 11 août 1726.
Nicolas Ravot d'Ombreval se marie à Thérèse Gabrielle Bréau (1678-1769) dont il a une fille, Thérèse-Geneviève. Il meurt en 1729 à l'âge de quarante-neuf ans et est inhumé dans ses terres à Dame-Marie-les-Bois, village entre Tours et Blois où il possède le château et la seigneurie de la Guérinière.